# 18192 Креґволлес
18192 Креґволлес (18192 Craigwallace) — астероїд головного поясу, відкритий 25 серпня 2000 року.
Тіссеранів параметр щодо Юпітера — 3,330.